# نيك تشاترتون
نيك تشاترتون (بالإنجليزية: Nicholas John Chatterton)‏ هو لاعب كرة قدم بريطاني، ولد في 18 مايو 1954 في South Norwood ‏ في المملكة المتحدة. لعب مع كريستال بالاس وكولتشستر يونايتد ونادي ميلوول.